# دوشیزه باران
دوشیزه باران فیلمی به کارگردانی  و نویسندگی محمدعلی سلیمان تاش محصول سال ۱۳۸۶ است.

## بازیگران
- فرید بهنام
- خسرو شکیبایی
- جمشید مشایخی
- مارال فرجاد
- رامتین خداپناهی
- امیرحسین مدرس
- انوشیروان ارجمند
- شیوا خنیاگر
- چکامه چمن ماه
- مهران رجبی
- زهره فکورصبور
- کاظم نجارزاده
- مدیا ذاکری
- صنم علی زاده